# Leonard Chodźko

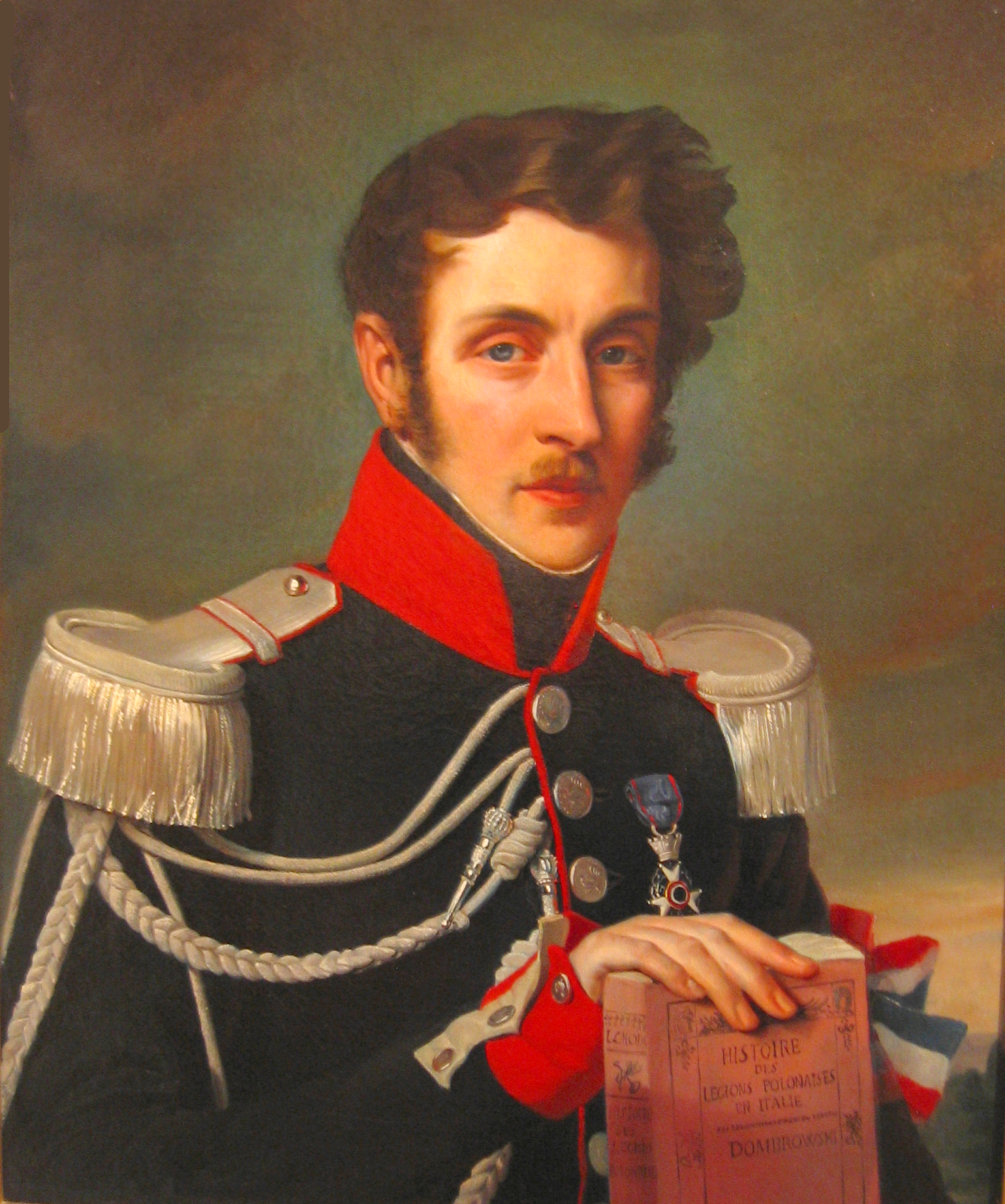
Leonard Chodźko.

Leonard Borejko Chodźko, född 6 november 1800, död 12 mars 1871 i Poitiers, var en polsk historiker. 
Chodźko följde furst Michał Kleofas Ogiński på dennes resa genom Ryssland, Tyskland och andra länder samt slog sig 1826 ned i Paris. Under julirevolutionen (1830) kämpade han på de liberalas sida såsom Lafayettes adjutant. Efter utbrottet av polska revolutionen samma år blev han nationalregeringens kommissarie i Paris och inträdde därpå i polska emigrantkommittén. Sedermera höll han föreläsningar i Collège de France och tjänstgjorde vid Sorbonnes bibliotek. 
Av Chodźkos många historiska skrifter, vilka är författade på franska samt utmärker sig mera för varm fosterlandskärlek och samlarnit än för skarpsinne, kan nämnas Observations sur la Pologne et les polonais (1827), La Pologne historique, littéraire, monumentale et pittoresque (1835–37; åttonde upplagan 1854–57) och Histoire populaire de la Pologne (1855; 14:e upplagan 1864). Under pseudonymen "greve d'Angeberg" utgav han 1862 Recueil des traités, conventions et actes diplomatiques concernant la Pologne 1762–1862.